# Weingarten TG
| TG ist das Kürzel für den Kanton Thurgau in der Schweiz. Es wird verwendet, um Verwechslungen mit anderen Einträgen des Namens Weingarten zu vermeiden. |

Weingarten ist ein Ortsteil der Ortschaft Weingarten-Kalthäusern der Gemeinde Lommis im Bezirk Münchwilen des Kantons Thurgau in der Schweiz und liegt im Lauchetal am Südhang des Immenbergs.
Weingarten war von 1803 bis 1994 eine Ortsgemeinde der Munizipalgemeinde Lommis. Am 1. Januar 1995 fusionierte die Ortsgemeinde zur politischen Gemeinde Lommis.

## Geschichte

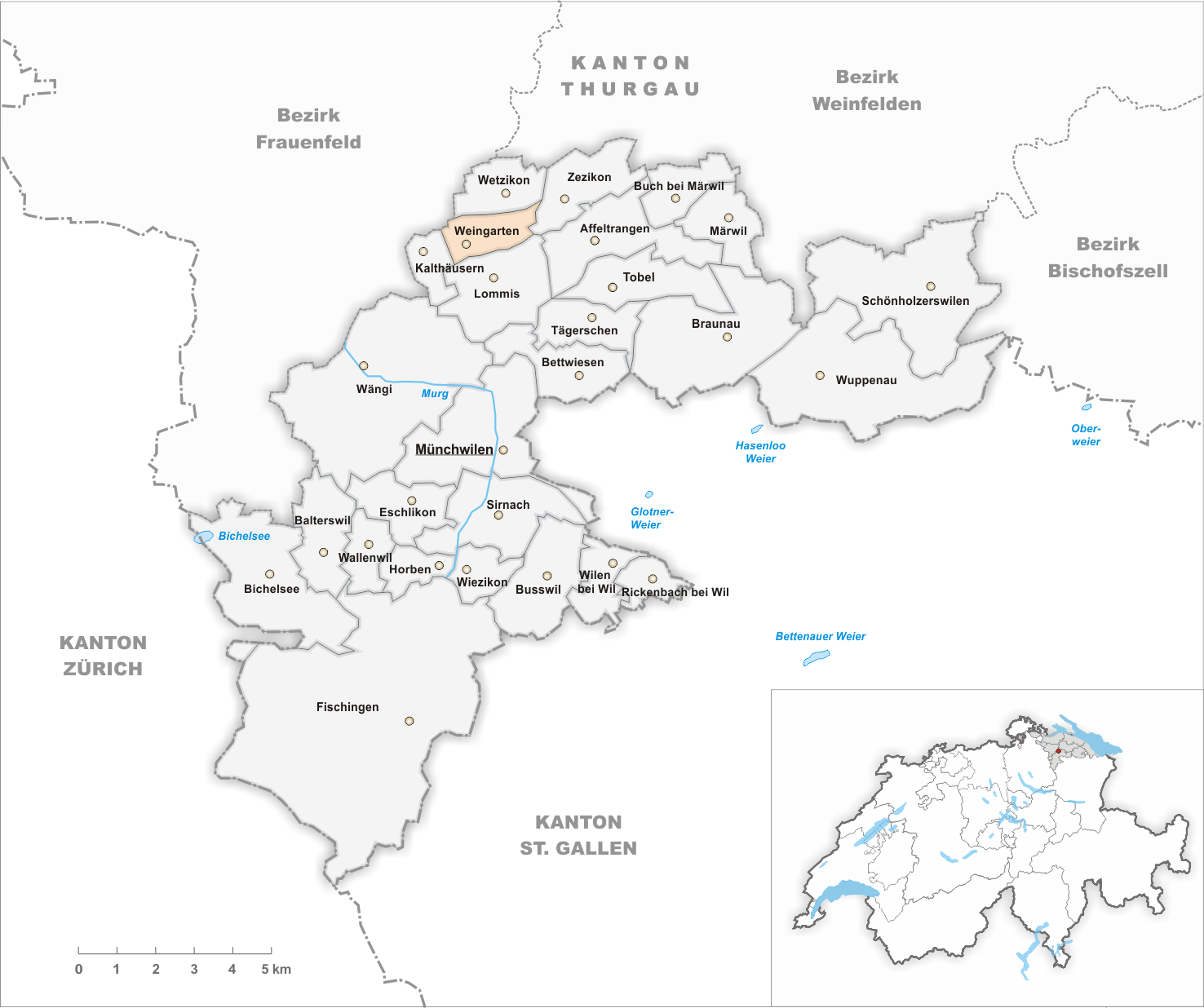
Gemeindestand vor der Fusion im Jahr 1995

Der Ort wurde 1270 als Wingarten erstmals urkundlich erwähnt. Weingarten gehörte im Mittelalter zur Herrschaft Spiegelberg, die bis 1639 ein Lehen des Domkapitels Konstanz und von 1629 bis 1798 im Besitz des Klosters Fischingen war. 1270 verzichtete Graf Friedrich von Toggenburg auf eine Hube zugunsten des Klosters Rüti. Weingarten war stets nach Lommis kirchgenössig. Bis 1798 besass Weingarten einen Dorfmeier, dessen Amt jährlich alternierend von einem Katholiken bzw. einem Reformierten bekleidet wurde.
In Weingarten wurden Acker-, Obst- und Weinbau, Wein- und Obsthandel sowie bis zur Melioration 1918 Torfabbau betrieben. In der zweiten Hälfte des 19. Jahrhunderts erfolgte der Übergang zur Vieh- und Milchwirtschaft. Bis 1920 verschwand der Rebbau wegen der Reblaus vollständig. 1910 bis 1929 gab es in Weingarten eine Schifflistickerei. Obwohl am Immenberg ab 1970 Einfamilienhäuser gebaut wurden, bewahrte der Ort seinen bäuerlichen Charakter.

## Bevölkerung
Die Ortschaft Weingarten-Kalthäusern hatte im Jahr 2023 435 Einwohner. Davon waren 30 bzw. 6,9 % ausländische Staatsbürger. 152 (34,9 %) waren evangelisch-reformiert und 113 (26,0 %) römisch-katholisch.
| Jahr         | 1850  | 1850  | 1900  | 1950  | 1990  | 2000  | 2010  | 2018  |
| ------------ | ----- | ----- | ----- | ----- | ----- | ----- | ----- | ----- |
| Ortsgemeinde | 211   | 215   | 189   | 192   | 179   |       |       |       |
| Ortschaft    |       |       |       |       |       | 210   | 283   | 322   |
| Quelle       | [ 3 ] | [ 3 ] | [ 3 ] | [ 3 ] | [ 3 ] | [ 5 ] | [ 6 ] | [ 2 ] |